# Perrusson
Perrusson település Franciaországban, Indre-et-Loire megyében. Lakosainak száma 1417 fő (2022. január 1.). Perrusson Beaulieu-lès-Loches, Ferrière-sur-Beaulieu, Loches, Saint-Jean-Saint-Germain, Saint-Senoch, Sennevières és Verneuil-sur-Indre községekkel határos.

## Népesség
A település népességének változása:
| Lakosok száma | 849  | 1233 | 1315 | 1500 | 1553 | 1521 | 1486 | 1464 | 1452 | 1417 |
|               | 1968 | 1982 | 1990 | 2006 | 2013 | 2015 | 2017 | 2019 | 2020 | 2022 |